# Atractus bocki
Atractus bocki — вид змій родини полозових (Colubridae). Мешкає в Болівії і Аргентині.

## Поширення і екологія
Atractus bocki мешкають на східних схилах Анд в Болівії (на південь від Кочабамби) і Аргентині (Сальта, Жужуй). Вони живуть у вологих і сухих тропічних лісах, на висоті від 350 до 2000 м над рівнем моря. Ведуть нічний спосіб життя.